# Groupe moyennable
En mathématiques, un groupe moyennable (parfois appelé groupe amenable par calque de l'anglais) est un groupe topologique localement compact qu'on peut munir d'une opération de « moyenne » sur les fonctions bornées, invariante par les translations par les éléments du groupe. La définition initiale, donnée à partir d'une mesure (simplement additive) des sous-ensembles du groupe, fut proposée par John von Neumann en 1929 à la suite de son analyse du paradoxe de Banach-Tarski.
La propriété de moyennabilité possède un grand nombre de formulations équivalentes. En analyse fonctionnelle, elle peut être définie en termes de formes linéaires. De manière intuitive, dans ce cas, le support de la représentation régulière est l'espace entier des représentations irréductibles.
Dans le cas des groupes discrets, une définition plus simple existe : dans ce contexte, un groupe G est moyennable s'il est possible de définir la proportion de G qu'occupe n'importe lequel de ses sous-ensembles.

## Définition pour les groupes localement compacts
Soit G un groupe localement compact. Il possède (à une multiplication par une constante près) une unique mesure invariante par translation, la mesure de Haar. On s'intéresse à l'espace de Banach {\displaystyle L^{\infty }(G)} des fonctions mesurables essentiellement bornées pour cette mesure.
Définition 1.
Une forme linéaire {\displaystyle \Lambda \in \operatorname {Hom} (L^{\infty }(G),\mathbf {R} )\,} est une moyenne si {\displaystyle \Lambda \,} est positive – c'est-à-dire si {\displaystyle f\geq 0\,} presque partout implique {\displaystyle \Lambda (f)\geq 0\,} – et de norme 1.
Définition 2.
Une moyenne {\displaystyle \Lambda \in \operatorname {Hom} (L^{\infty }(G),\mathbf {R} )\,} est invariante à gauche (resp. invariante à droite) si {\displaystyle \Lambda (g\cdot f)=\Lambda (f)\,} pour tous les {\displaystyle g\in G,f\in L^{\infty }(G)\,}, avec {\displaystyle g\cdot f(x)=f(g^{-1}x)\,} (resp. {\displaystyle g\cdot f(x)=f(xg^{-1})\,}).
Définition 3.
Le groupe G est dit moyennable s'il admet une moyenne invariante à gauche (ou à droite).

## Conditions équivalentes
Les conditions suivantes sont équivalentes à la moyennabilité pour un groupe localement compact à base dénombrable G :
- Existence d'une moyenne invariante à gauche (ou à droite)  L∞(G). C'est la définition initiale, elle dépend de l'axiome du choix.
- Propriété de point fixe. Toute action du groupe par des transformations affines sur un sous-ensemble convexe et compact d'un espace localement convexe admet un point fixe. Pour les groupes localement compacts abéliens, cette propriété est vérifiée, comme conséquence du théorème de Markov-Kakutani.
- Dual irréductible. Toutes les représentations irréductibles de G sont faiblement contenues dans la représentation régulière gauche λ sur L2(G).
- Représentation triviale. La représentation triviale de G est faiblement contenue dans la représentation régulière gauche.
- Condition de Godement. Chaque mesure μ définie positive et bornée sur G vérifie μ(1) ≥ 0[4].
- Condition d'invariance asymptotique de Day. Il existe une suite de fonctions positives intégrables φn d'intégrale 1 sur G telle que λ(g)φn − φn tend vers 0 pour la topologie faible sur L1(G).
- Condition de Reiter. Pour tout sous-ensemble fini (ou compact) F de G, il existe une fonction positive intégrable φ d'intégrale 1 telle que λ(g)φ − φ est arbitrairement petit dans L1(G) pour tout g de F.
- Condition de Dixmier. Pour tout sous-ensemble fini (ou compact) F de G, il existe un vecteur unitaire f de L2(G) tel que λ(g)f − f est arbitrairement petit dans L2(G) pour tout g de F.
- Condition de Glicksberg-Reiter. Pour tout f de L1(G), la distance entre 0 et l'adhérence de l'enveloppe convexe, dans L1(G), du translaté à gauche λ(g)f est égale à | ∫ f |.
- Condition de Følner. Pour tout sous-ensemble fini (ou compact) F de G, il existe un sous-ensemble mesurable U de G, de mesure de Haar finie non nulle, tel que m(U Δ gU)/m(U) est arbitrairement petit pour tout g de F.
- Condition de Leptin. Pour tout sous-ensemble fini (ou compact) F de G, il existe un sous-ensemble mesurable U de G, de mesure de Haar finie non nulle, tel que m(FU Δ U)/m(U) est arbitrairement petit.
- Condition de Kesten. La convolution à gauche par une mesure de probabilité sur G est un opérateur de norme 1 sur L1(G).
- Condition cohomologique de Johnson. L'algèbre de Banach A = L1(G) est moyennable en tant qu'algèbre de Banach, c'est-à-dire que toute dérivation bornée de A dans le dual d'un A-bimodule de Banach est intérieure (c'est-à-dire de la forme a ↦ ax – xa pour un certain x du dual).

## Définition dans le cas des groupes discrets
La définition de la moyennabilité est plus simple dans le cas d'un groupe discret, c'est-à-dire d'un groupe muni de la topologie discrète.
Définition. Un groupe discret G est moyennable s'il existe une mesure simplement additive et invariante par translation (encore appelée une moyenne), c'est-à-dire une fonction f associant à chaque sous-ensemble de G un réel entre 0 et 1 telle que
1. f est une mesure de probabilité : f(G) = 1.
2. f est simplement additive : si {\displaystyle A\cap B=\varnothing }, {\displaystyle f(A\cup B)=f(A)+f(B)}.
3. f est invariante à gauche : pour tout A, et pour tout g élément de G, f(A) = f(gA), où gA est l'ensemble des ga lorsque a parcourt A.

Dans la suite on parle de f comme d'une mesure, ce qui est un abus de notation, puisque qu'une mesure au sens classique du terme, est sigma-additive et non simplement additive.
Une telle mesure peut être considérée comme donnant un sens pour tout sous-ensemble A de G à la question : quelle est la probabilité qu'un élément aléatoire de G soit dans A ? Une mesure {\displaystyle \mu } sur G permet de définir l'intégration des fonctions bornées : étant donné une fonction bornée {\displaystyle f:G\to \mathbf {R} }, l'intégrale {\displaystyle \int _{G}f\,d\mu } est définie comme pour l'intégrale de Lebesgue. Il faut remarquer que certaines des propriétés de l'intégrale de Lebesque disparaissent, car la mesure n'étant pas dénombrablement additive.
Si un groupe admet une mesure invariante à gauche, il possède une mesure bi-invariante : si {\displaystyle \mu } est invariante à gauche, la fonction {\displaystyle \mu ^{-}(A)=\mu (A^{-1})} est une mesure invariante à droite ; combinant les deux, on obtient la mesure bi-invariante :
{\displaystyle \nu (A)=\int _{g\in G}\mu (Ag^{-1})\,d\mu ^{-}.}
Les conditions de moyennabilité données plus haut se simplifient également dans ce cas : si Γ est un groupe discret dénombrable, les conditions suivantes sont équivalentes :
- Γ est moyennable.
- Si Γ agit par isométries sur un espace de Banach E, laissant invariant un sous-ensemble convexe C faiblement fermé de la boule unité fermée de E*, alors Γ a un point fixe dans C.
- Il existe sur ℓ∞(Γ) une forme linéaire invariante à gauche et continue pour la norme, μ, avec μ(1) = 1 (condition utilisant l'axiome du choix).
- Il existe un état μ invariant à gauche sur toute sous-C* -algèbre de ℓ∞(Γ) invariante à gauche, séparable et unitaire.
- Il existe un ensemble de mesures de probabilité μn sur Γ tel que ||g · μn − μn||1 tend vers 0 pour chaque g de Γ (M.M. Day).
- Il existe une suite xn de vecteurs unitaires de ℓ2(Γ) telle que ||g · xn − xn||2 tend vers 0 pour chaque g de Γ (Jacques Dixmier).
- Il existe une suite de Følner, c'est-à-dire une suite Sn de sous-ensembles finis de Γ telle que | g · Sn Δ Sn | / |Sn| tend vers 0 pour chaque g de Γ (Følner).
- Si μ est une mesure de probabilité symétrique sur Γ dont le support engendre Γ, la convolution par μ définit un opérateur de norme 1 sur ℓ2(Γ) (Kesten).
- Si Γ agit par isométries sur un espace de Banach E, et si f appartenant à ℓ∞(Γ, E* ) est un 1-cocycle, c'est-à-dire que f(gh) = f(g) + g·f(h), alors f est un 1-cobord, i.e. f(g) = g·φ − φ pour un certain φ de E* (B.E. Johnson).
- L'algèbre de von Neumann du groupe Γ est hyperfinie, c'est-à-dire qu'elle contient une suite croissante de sous-algèbres de dimension finie dont l'union est dense (résultat dû à Alain Connes).

Alain Connes a également démontré que l'algèbre de von Neumann de tout groupe connexe localement compact est hyperfinie, et donc que cette dernière condition ne se généralise pas aux groupes localement compacts.

## Propriétés des groupes moyennables
- Tout sous-groupe fermé d'un groupe moyennable est moyennable.
- Tout groupe quotient d'un groupe moyennable est moyennable.
- Toute extension d'un groupe moyennable par un groupe moyennable est moyennable. En particulier, les produits directs finis de groupes moyennables sont moyennables, mais ce n'est pas forcément vrai de produits directs infinis.
- Les limites inductives de groupes moyennables sont moyennables. En particulier, si un groupe est l'union d'une suite emboîtée de sous-groupes moyennables, il est moyennable.
- Les groupes moyennables dénombrables et discrets vérifient le théorème d'Ornstein (en)[6],[7].

## Exemples
- Les groupes finis sont moyennables (la mesure de comptage satisfait à la définition dans le cas discret). Plus généralement, les groupes compacts sont moyennables : la mesure de Haar y est une moyenne (et elle est unique à un facteur d'échelle près).
- Le groupe des entiers relatifs est moyennable (une suite d'intervalles de longueur tendant vers l'infini est une suite de Følner). L'existence d'une mesure de probabilité simplement additive, invariante par translation sur Z peut aussi se déduire aisément du théorème de Hahn-Banach : soit S l'opérateur de décalage sur l'espace des suites ℓ∞(Z), défini par (Sx)i = xi+1 pour tous les x ∈ ℓ∞(Z), et soit u ∈ ℓ∞(Z) la suite constante ui = 1 pour tout i ∈ Z. Tout élément y ∈ Y := Im(S − I) est à une distance supérieure ou égale à 1 de u (sinon, tous les yi = xi+1 – xi seraient supérieurs à un certain {\displaystyle \varepsilon >0}, alors que (xi) est bornée). Il existe donc une forme linéaire de norme 1 sur le sous-espace Ru + Y envoyant tu + y sur t ; d'après le théorème de Hahn-Banach, cette forme admet un prolongement linéaire de norme 1 à ℓ∞(Z), qui est par construction la mesure de probabilité cherchée.
- Utilisant la propriété des limites inductives ci-dessus, on montre qu'un groupe est moyennable si tous ses sous-groupes de type fini le sont. Autrement dit, les groupes localement moyennables sont moyennables.
  - On déduit du théorème de structure des groupes abéliens de type fini que tout groupe abélien est moyennable.
- Il résulte de la propriété des extensions ci-dessus que :
  - un groupe est moyennable s'il admet un sous-groupe moyennable d'indice fini (que l'on peut toujours supposer normal, en le remplaçant par son cœur). Autrement dit, tout groupe virtuellement moyennable est moyennable ;
  - tout groupe résoluble est moyennable.

## Contre-exemples
Si un groupe dénombrable discret contient un sous-groupe libre à deux générateurs, il est non moyennable. La réciproque est une conjecture de von Neumann (en), qui fut réfutée par Olshanskii en 1980 en utilisant ses monstres de Tarski (en). Sergueï Adian montra ensuite que les groupes de Burnside sont non moyennables : comme ils sont d'exposant fini, ils ne peuvent contenir aucun sous-groupe libre. Aucun de ces groupes n'est de présentation finie, mais en 2002, Sapir et Olshanskii découvrirent de nouveaux contre-exemples : des groupes non moyennables de présentation finie ayant un sous-groupe normal d'exposant fini, dont le quotient par ce groupe est Z.
Pour les groupes linéaires de type fini, cependant, la conjecture de von Neumann est vraie en raison de l’alternative de Tits (en) : tout sous-groupe de GL(n, k) (où k est un corps) admet un sous-groupe normal résoluble d'indice fini (et est donc alors moyennable) ou contient le groupe libre à deux générateurs.
La démonstration de Tits utilisait la géométrie algébrique, mais Guivarc'h a par la suite trouvé une preuve analytique utilisant le théorème ergodique multiplicatif (en) de V. Oseledets. Des analogues de l'alternative de Tits ont été démontrés pour de nombreuses autres classes de groupes, par exemple pour les groupes fondamentaux des complexes simpliciaux de dimension 2 et de courbure négative.